# مرجليوث

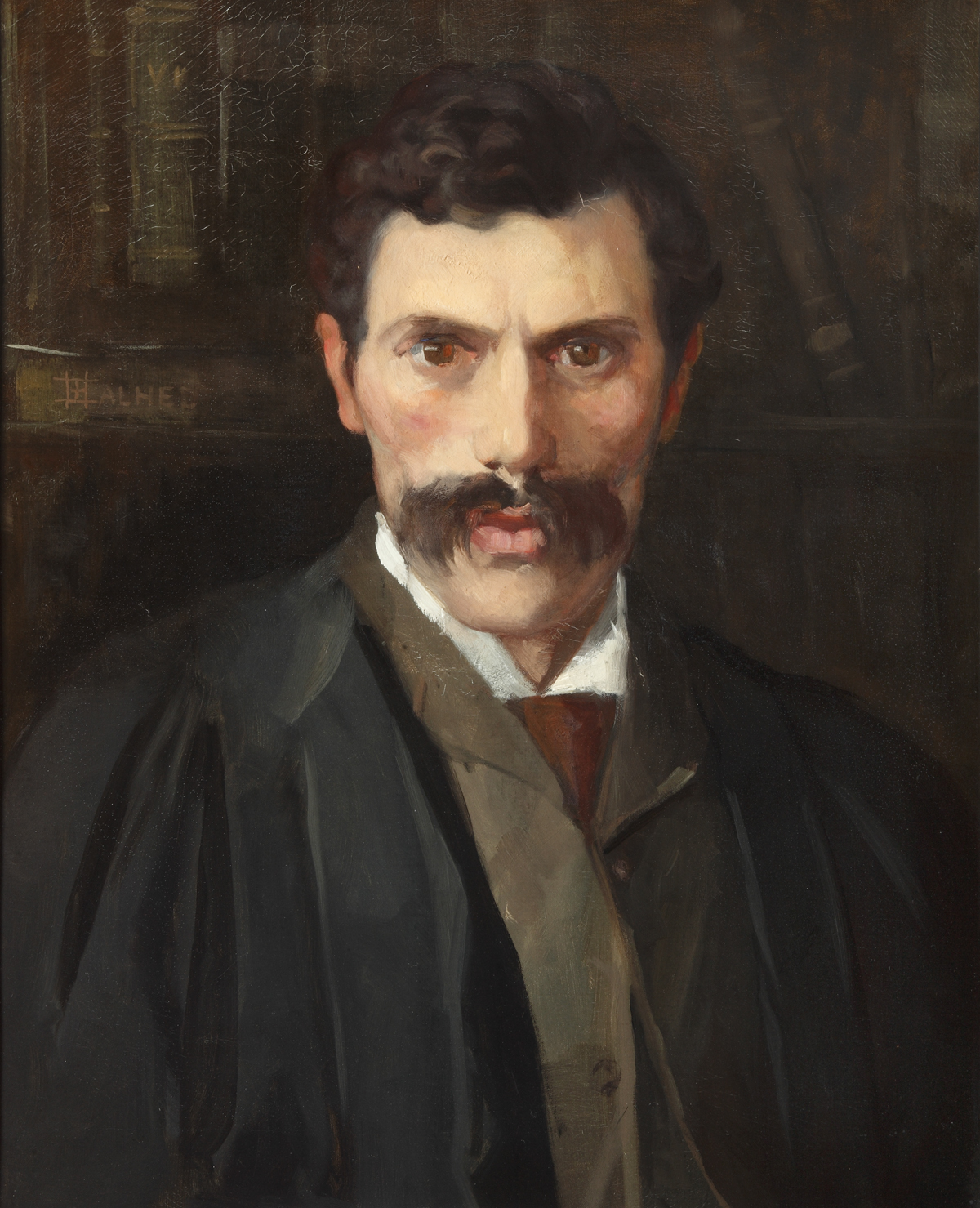
رسم يدوي لمرجليوث في شبابه

ديڤيد صمويل مارگـُليوث، مرجليوث، ديفيد صأمويل (بالإنجليزية: David Samuel Margoliouth) (بالإنجليزية: David Samuel Margoliouth) (1274 - 1359ه‍ / 1858 - 1940 م) كان مستشرقاً ولفترة قصيرة عمل قساً في كنيسة إنجلترا. كان أستاذ لودي لتدريس اللغة العربية في جامعة أكسفورد من 1889 إلى 1937.

## نبذة
هو دافيد صمويل مرجليوث، إنجليزى يهودى، من كبار المستشرقين، متعصب ضد الإسلام، عين أستاذ للعربية في جامعة أكسفورد له كتب عن الإسلام والمسلمين، لم يكن مخلصاً فيها للعلم مات سنة 1940م من مؤلفاته: «التطورات المبكرة في الإسلام»، و«محمد ومطلع الإسلام»، و«الجامعة الإسلامية» وغير ذلكله ترجمة في: الأعلام 2/329، والمستشرقون 2/518، والاستشراق ص 36، وآراء المستشرقين حول القرآن 1/88

## تغيير دينه
تحول أبوه من اليهودية إلى الأنجليكانية ثم عمل كإرسالي للتبشير بين اليهود؛ وكان كذلك قريباً من خاله اليهودي المتحول إلى الأنگليكانية موزس مارگليوث. تعلم مارگـُليوث في كلية ونشستر، حيث عمل باحثاً، وفي نيو كولدج، أكسفورد حيث تخرج بشهادتين (بالإنجليزية: double first in Greats) وفاز بعدد غير مسبوق من الجوائز في الكلاسيكيات واللغات الشرقية.

## تعليمه
بدأ حياته العلمية بدراسة اليونانية واللاتينية ثم اهتم بدراسة اللغات السامية فتعلم العربية ومن أشهر مؤلفاته ما كتبه في السيرة النبوية، وكتابه عن الإسلام، وكتابه عن العلاقات بين العرب واليهود. ولكن هذه الكتابات اتسمت بالتعصب والتحيز والبعد الشديد عن الموضوعية كما وصفها عبد الرحمن بدوي، ولكن يحسب له اهتمامه بالتراث العربي كنشره لكتاب معجم الأدباء لياقوت الحموي، ورسائل أبي العلاء المعري وغير ذلك من الأبحاث.قد اهداه أحمد شوقي قصيدة النيل.

## اهتماماته ودراساته
هو أحد الذين كتبوا دائرة المعارف الإسلامية. متهم بالتهويل وعدم التوثيق فيما يخص التاريخ الإسلامي.كان عضوا في الجمعية الآسيوية الملكية من 1905 فصاعداً، وأحد مديريها في عام 1927، وحصل على الميدالية الذهبية الممنوحة كل ثلاث سنوات في عام 1928، ثم أصبح رئيسها بين 1934-37. انتخب عضوًا في المجمع العربي العلمي بدمشق، والمجمع اللغوي البريطاني والجمعية الشرقية الألمانية وغيرها.

## الأعمال
- محمد وظهور الإسلام (1905)
- "Umayyads and 'Abbasids" (1907)
- The Early Development of Mohammedanism (1914)
- "Yaqut's dictionary of learned men", 7 Vols. (1908-1927)
- "The Kitab al-Ansab of al-Sam'ani" (1911)
- "Mohammedanism" (1912)
- "The table-talk of a Mesopotamian judge", 2 Vols. (1921-1922)
- "The Eclipse of the Abbasid Caliphate" (1922)
- The Relations Between Arabs and Israelites Prior to the Rise of Islam (1924) (Schweich Lecture  [لغات أخرى]‏ for 1921)
- أصول الشعر العربي.(1925)

## وصلات خارجية
- مرجليوث على موقع الموسوعة البريطانية (الإنجليزية)
- Britannica online article
- onlne (pdf) versions of five of his works